# Juntas e Separadas
Juntas e Separadas é uma futura uma série de televisão brasileira produzida pelo Globoplay em parceria com a Conspiração Filmes. Criada e escrita por Thalita Rebouças em parceria com Juliana Araripe a série é dirigida por Mini Kerti e tem previsão de estreia para 2025 no streaming. 
Estrelada por Sheron Menezzes, Natália Lage, Luciana Paes e Debora Lamm também conta com Claudia di Moura, Fábio Ventura, Bruno Mazzeo, Matheus Costa, Aline Borges, Armando Babaioff e Mateus Solano no elenco.

## Premissa
Mulheres com mais de 40 anos, impulsionadas por suas próprias experiências, têm suas vidas entrelaçadas a partir da separação de uma das protagonistas. A partir desse momento, surge uma forte amizade entre mulheres que se apoiam mutuamente em suas jornadas de recomeço. Entre elas, há uma apresentadora de TV em crise, uma produtora, uma atriz em busca de sucesso e uma empreendedora que comanda um pequeno negócio. Juntas, elas enfrentam os desafios da nova fase de suas vidas, descobrindo força e solidariedade em sua conexão.

## Elenco
- Sheron Menezzes
- Natália Lage
- Luciana Paes
- Debora Lamm
- Claudia di Moura
- Fábio Ventura
- Bruno Mazzeo
- Tontom Perisse
- Rogério Fróes
- Louise Cardoso
- Bruno Garcia
- Thelmo Fernandes
- Matheus Costa
- Aline Borges
- Armando Babaioff
- Mateus Solano
- Roberto Lobo
- Lucas Leto
- Oli Bela
- Maitê Page